# Études critiques sur les données
Les études critiques sur données (en anglais: Critical Data Studies, abrégé CDS) forment un champ interdisciplinaire qui s'intéresse aux dimensions sociales, politiques, économiques et culturelles des données. Ce champ vise à analyser de manière critique les processus de production, de circulation, de gouvernance et d'utilisation des données, en insistant sur les rapports de pouvoir qu'ils impliquent.
Elles regroupent une variété de domaines dont la géographie, les sciences de l'information, les études urbaines, la sociologie et la communication.

## Origine et émergence des études critiques sur les données
Les études critiques sur les données se sont développées au début des années 2010, dans le contexte de la montée en puissance du big data et des discours qui en soulignent les promesses d'objectivité et de neutralité. 
Le terme Critical Data Studies est introduit en 2014 par les géographes Craig Dalton et Jim Thatcher, qui appellent à déconstruire l’idée selon laquelle les données seraient, par nature, neutres. Dans leur article What does a critical data studies look like, and why do we care?, ils proposent sept principes structurant ce champ d’étude, parmi lesquels : reconnaître que les données ne sont jamais « brutes » (raw), analyser les infrastructures de données comme des dispositifs de pouvoir, ou encore encourager des formes alternatives de production de données orientées vers la justice sociale.
Parmi les auteur·es associé·s à ce champ, on retrouve notamment danah boyd et Kate Crawford (études des médias), Rob Kitchin (géographie), Nick Couldry et Ulises Mejias (sociologie), ainsi que Paola Ricaurte (études culturelles et décoloniales).

## Concepts clés

### Culture de données
Le concept de culture de données (data culture en anglais) désigne les manières collectives par lesquelles les données sont produites, interprétées, diffusés et utilisées. Il met l'accent sur les normes, les valeurs, le savoir-faire, les pratiques et les dispositifs techniques qui influencent la relation des individus ou des organisations avec les données. Ce concept permet aussi de mieux comprendre la différence entre les publics que les concepteurs pensent atteindre, ceux que les algorithmes identifient automatiquement, et les publics réels qui utilisent concrètement les outils numériques.

### Pouvoir des données (data power)
Les études critiques sur les données considèrent que les données sont des constructions sociotechniques : elles sont produites dans des contextes précis, selon des choix techniques et politiques. Le concept de pouvoir des données (data power) y occupe une place centrale, et désigne la capacité des données à influencer ou reproduire des structures de pouvoir à différentes échelles.

## Approches théoriques
Le champ des études critiques sur les données se structurent autour de plusieurs approches critiques complémentaires, issues de multiples disciplines :

### Approche épistémologique
L’approche épistémologique des études critiques sur les données porte sur les cadres de savoir qui influencent la manière dont les données sont produites, interprétées et valorisées. Elle met en question l’idée d’objectivité des données en soulignant qu’elles s’inscrivent toujours dans des contextes sociaux, techniques et institutionnels spécifiques. Cette perspective s’intéresse notamment à l’impact des technologies numériques sur les paradigmes scientifiques, comme le recours accru à des méthodes fondées sur la corrélation plutôt que sur la causalité. Le concept d’assemblages de données (data assemblages) est souvent mobilisé pour désigner les systèmes complexes – composés de dispositifs techniques, de normes institutionnelles et de discours – qui structurent la production et la circulation des données.

### Approche infrastructurelle et technique
L'approche infrastructurelle et technique s'intéresse aux systèmes matériels et numériques qui permettent la production, la circulation et l'accès aux données. Elle met en lumière le rôle central des dispositifs technologiques — tels que les serveurs, les plateformes, les algorithmes ou les interfaces — dans l'organisation des flux d'information.  
Ces infrastructures, souvent peu transparentes et complexes, influencent directement ce qui devient visible ou reste marginal dans les environnements numériques. Elles contribuent ainsi à façonner les conditions de visibilité, d'accès et de contrôle, tout en structurant les formes de savoir produites à partir des données. 

### Approche politique et économique
L’approche politique et économique analyse les données comme des ressources stratégiques au cœur de l’économie numérique contemporaine. Elle met en évidence les dynamiques d’extraction, de concentration et de monétisation des données par des acteurs institutionnels et commerciaux. 
Cette perspective souligne les inégalités structurelles dans l’accès, la propriété et l’usage des données, où une minorité d’acteurs dispose des moyens nécessaires pour en tirer profit. Ces inégalités sont souvent décrites comme participant à une forme de dépossession informationnelle, dans laquelle les traces numériques des individus sont captées et valorisées sans leur consentement explicite et sans leur donner le bénéfice direct.

### Approche féministe et intersectionnelle
L'approche féministe et intersectionnelle analyse les dimensions genrées, raciales et sociales du pouvoir des données. Cette approche insiste sur la nécessité d’une éthique du care et d’une analyse située des pratiques de collecte et d’analyse de données.
La notion de féminisme des données (data feminism) a été développé en s'appuyant sur la matrice de la domination de Patricia Hill Collins.

### Approche postcoloniale et décoloniale
Les approches postcoloniales et décoloniales mettent en lumière comment les pratiques de capture et de monétisation des données reproduisent les logiques extractivistes du colonialisme historique dans les systèmes de données contemporains, notamment par l'exclusion ou la marginalisation des savoirs autochtones et non dominants. Ces approches défendent également la nécessité de reconnaître les épistémologies locales dans les études critiques sur les données. 